# La maldición de la bestia
La maldición de la bestia es una película española de terror estrenada en 1975, dirigida por Miquel Iglesias Bonns y protagonizada en el papel principal por Paul Naschy.
Por su papel en la película, Paul Naschy fue premiado como mejor actor en la edición del año 1975 del Festival de Cine Fantástico de Sitges.

## Sinopsis
El profesor Lacombe invita al antropólogo Waldemar Daninsky a participar en una expedición científica al Himalaya con el fin de descubrir al Yeti. Los problemas comienzan cuando el mal tiempo se adelanta y por confiar en un guía experto pero alcohólico, que hará que el protagonista se pierda y acabe en una cueva habitada por dos mujeres caníbales, adoradoras del dios Moloch. El mordisco de una de ellas lo convierte en un hombre lobo.

## Reparto
- Paul Naschy como Waldemar Daninsky
- Mercedes Molina como Sylvia Lacombe (as Grace Mills)
- Silvia Solar como Wandesa
- Gil Vidal como Larry Talbot
- Luis Induni como Sekkar Khan
- Josep Castillo Escalona como Profesor Lacombe
- Ventura Oller como Ralph
- Verónica Miriel como Melody
- Juan Velilla como Norman
- Ana María Mauri como Princesa Ulka
- Gaspar 'Indio' González como Tigre
- José Luis Chinchilla como Temugin
- Fernando Ulloa como Lama
- Víctor Israel como Joel (Guía)
- Carmen Cervera